# Eli Galdos
Elí Galdós Zubia (Oñate, Guipúzcoa, 18 de mayo de 1934 - ibíd. 8 de abril de 2007) fue un político español de ideología nacionalista vasca y militante del PNV. Fue viceconsejero de 
Interior y Diputado General de Guipúzcoa.
 
Hijo también de un destacado nacionalista vasco que había sido uno de los fundadores de CEGASA.
Eli Galdos impulsó en los años 60 el desarrollo del euskera, fundador de la ikastola de Oñate fue miembro del Gipuzko Buru Batzar (GBB), órgano territorial del PNV, y del Euzkadi Buru Batzar (EBB), máximo órgano de dicho partido.
Fue el portador del testigo en el primer kilómetro de la primera Korrika.
Elegido alcalde de su localidad natal entre los años 1979 y 1991, participó en su día en la adquisición de "Saltos de Agua de Oñate", que pertenecían a la "Unión Cerrajera".
Fue también nombrado Viceconsejero de Interior de 1980 a 1987 para posteriormente, tras abandonar su puesto de alcalde, ocupar el cargo de Diputado General de Guipúzcoa desde 1991 a 1995. 
Intervino también en la negociación del Estatuto de la Comunidad Vasca, en la creación de la Policía Autonómica Vasca (Ertzaintza) y en la polémica de la construcción de la Autovía de Leizarán y fue considerado la mano derecha de Luis María Retolaza en diversos gobiernos jeltzales.
Una de sus últimas apariciones públicas la realizó en octubre de 2006 en un acto de autoinculpación, a la entrada del Palacio de Justicia en Bilbao, junto a otros exdirigentes del PNV como Xabier Arzalluz, Luis María Retolaza o Luis María Bandrés en protesta por el proceso judicial abierto contra el lendakari Juan José Ibarretxe y estuvo presente en la inauguración de las nuevas Juntas Generales de Guipúzcoa.
Eli Galdos, falleció a los 72 años de un infarto el domingo del 8 de abril de 2007, cuando se encontraba subiendo a la cima del monte Aloña, Oñate, con su nieto y el padre de este.
| Predecesor: Imanol Murua Arregi | Diputado General de Guipúzcoa 1991-1995 | Sucesor: Román Sudupe Olaizola |